# Emely
Emely – trzeci singel promujący drugi album studyjny szwedzkiego piosenkarza Danny’ego pt. Set Your Body Free. Singlowa wersja utworu została nagrana w duecie z polską piosenkarką Sashą Strunin i wydana jedynie w Polsce. Utwór znalazł się również na albumie Strunin zatytułowanym Sasha.

## Teledysk
Teledysk do „Emely” został nakręcony na ostatnim piętrze Hotelu Hilton w Warszawie. Jego reżyserią zajęli się Radek Wikiera i Maciej Pawełczyk.

## Notowania
| Kraj   | Lista (2009)                              | Najwyższa pozycja na liście |
| ------ | ----------------------------------------- | --------------------------- |
| Polska | Radio Bielsko (Codzienna Lista Przebojów) | 1                           |
| Polska | Radio Eska (Gorąca 20)                    | 2                           |
| Polska | Radio Zet (Liga Hitów)                    | 3                           |
| Polska | RMF FM (Poplista)                         | 1                           |
| Polska | RMF Maxxx (Hop Bęc)                       | 2                           |

### Pozycje na listach rocznych
| Kraj   | Lista (2009)             | Najwyższa pozycja na liście |
| ------ | ------------------------ | --------------------------- |
| Polska | RMF FM (Top 50 Poplisty) | 29                          |

## Wyróżnienia
| Rok  | Konkurs                             | Kategoria         | Rezultat    |
| ---- | ----------------------------------- | ----------------- | ----------- |
| 2009 | Przebój lata RMF FM                 | Przebój lata 2009 | 6. miejsce  |
| 2009 | Przebój roku RMF FM                 | Przebój roku 2009 | 39. miejsce |
| 2009 | Plebiscyt NetFan.pl i Nowastacja.pl | Przebój roku 2009 | 2. miejsce  |